# Komi-Zurjeense Autonome Oblast

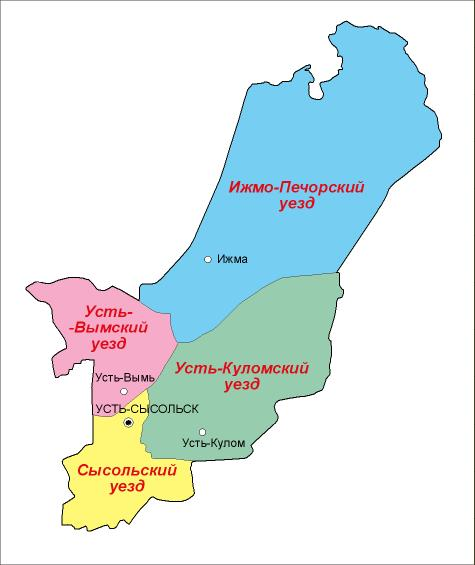
Kaart van de Komi-Zurjeense Autonome Oblast in 1927

De Komi-Zurjeense Autonome Oblast (Zurjeens: Коми (Зыряна) асвеськӧдлан обласьт, Komi (Zyrjana) asbesködlan oblast; Russisch: Автономная область Коми (Зырян), Avtonomnaja oblast Komi (Zyrjan)) was een autonome oblast in de Sovjet-Unie. De autonome oblast ontstond op 22 augustus 1921 uit het gouvernement Noordelijke Dvina. De autonome oblast werd in 1936 verhoogd tot Autonome Socialistische Sovjetrepubliek, die in 1990 opging in de deelrepubliek Komi. 